# 西德克薩斯
西德克薩斯（West Texas）是指美国德克萨斯州的西半部，通常西德克薩斯的範圍包括威奇托福尔斯、阿比林和德尔里奥等地以西的干旱和半干旱土地。
虽然大多数德克萨斯州人都聽說過西德克薩斯和东德克萨斯之類的說法，但東德克薩斯和西德克萨斯之间的边界並不明朗，官方也沒有劃定過西德克薩斯和东德克萨斯的邊界。美国历史学家和地理学家沃尔特·普雷斯科特·韦伯認為，西德克薩斯和东德克萨斯應該以西經98度線為界；德克薩斯作家AC Greene認為布拉索斯河以西屬於西得克萨斯。 。